# Sarasvatī

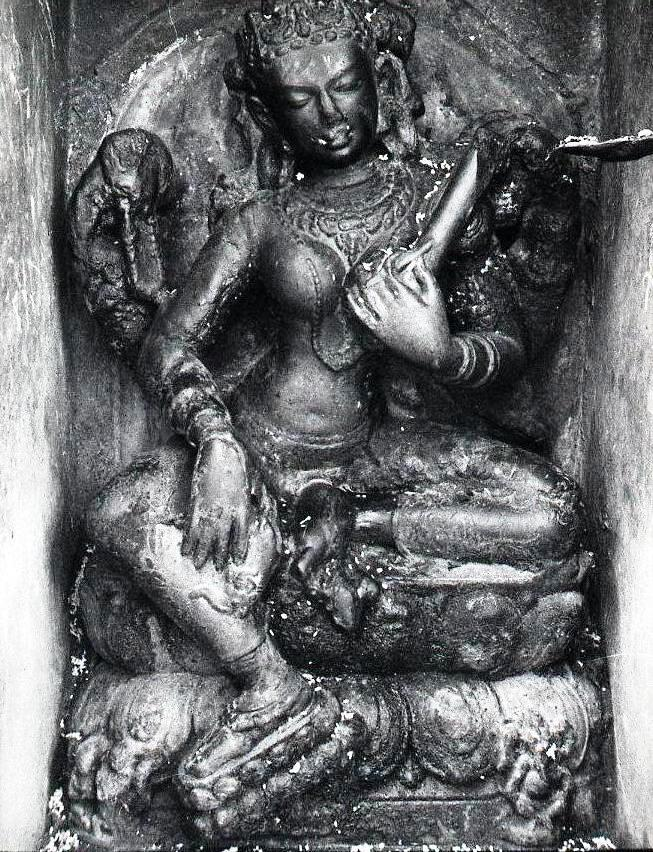
Statua di Sarasvati

Sarasvatī, o Saraswatī, (in sanscrito सरस्वती, lett. "colei che scorre"), è la prima delle tre grandi dee dell'induismo, insieme a Lakṣmī e Pārvatī, e la consorte (o śakti) di Śrī Brahmā, il Creatore.

## Origine e contesto nell'induismo

### Nei Veda

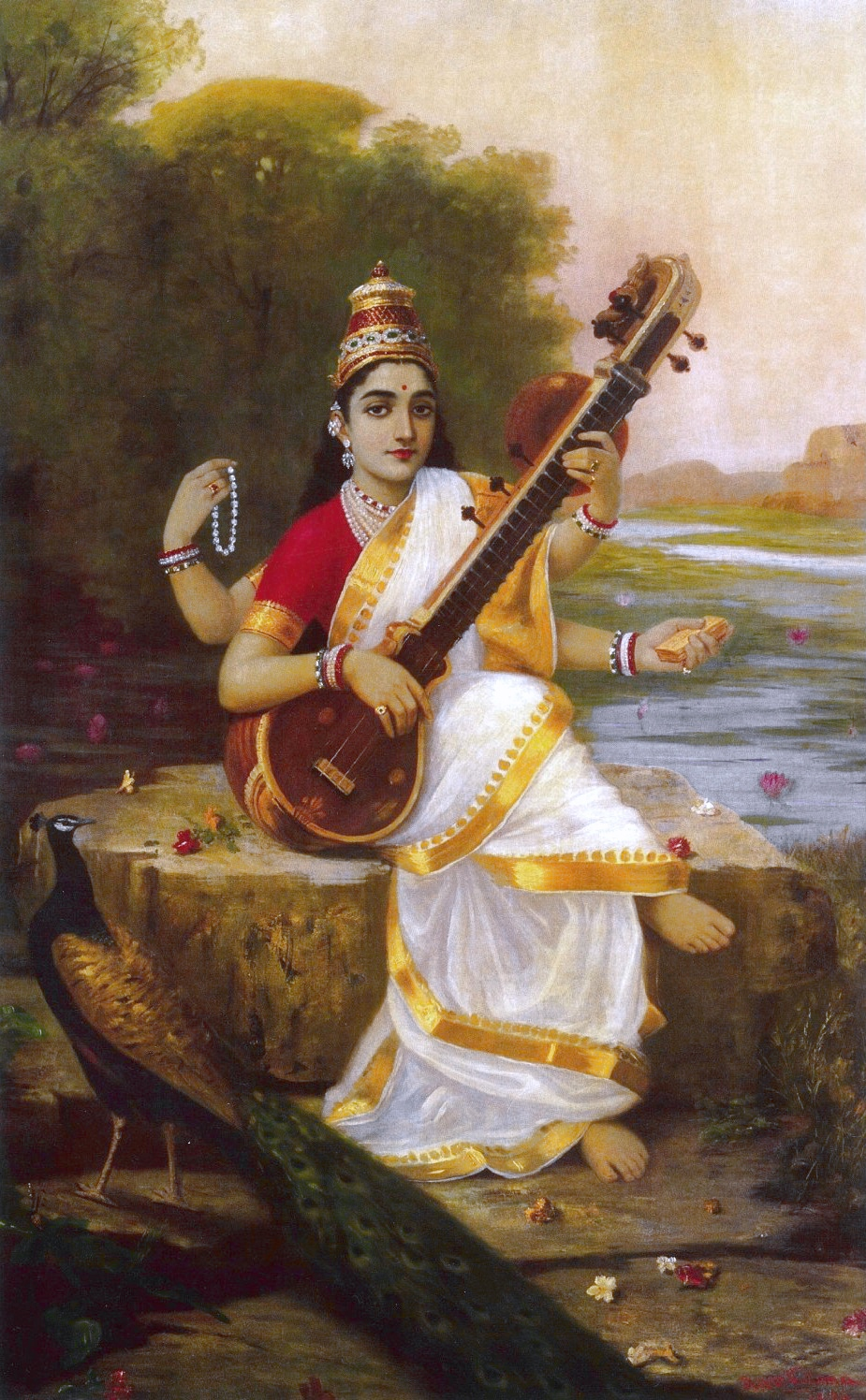
Divinità delle arti e fluviale

Sarasvatī è venerata sin dall'epoca vedica come dea della conoscenza e delle arti, della letteratura, musica, pittura e poesia, ma anche della verità, del perdono, delle guarigioni e delle nascite; è spesso menzionata nel Rig Veda e nei Purāṇa come divinità fluviale.
Gli inni del Rig Veda dedicati a Sarasvatī la citano come un possente fiume dalle acque creatrici, purificanti e nutrienti; la teoria più accreditata al riguardo è che l'antico fiume Sarasvati fosse costituito dal vecchio percorso dell'attuale fiume Yamuna, che scorreva per un tratto parallelamente al fiume Indo sul letto dell'attuale fiume Ghaggar-Hakra, per andare poi a sfociare nel Rann di Kutch, che all'epoca era parte integrante del Mar Arabico.
Nel Vedānta viene invece citata come energia femminile e aspetto (śakti) di Brahmā, in particolare come personificazione della sua conoscenza; come nei testi più antichi, è venerata anche come dea delle arti. I fedeli che seguono l'insegnamento del Vedānta credono che solo attraverso la conoscenza è possibile la realizzazione del Sè o mokṣa, liberazione dal Saṃsāra, e quindi solo pregando Sarasvatī di concedere la vera conoscenza è possibile raggiungere l'illuminazione.

### Epoca Post-Vedica
Come divinità fluviale Sarasvatī è sempre stata associata alla fertilità e alla prosperità, ma anche alla purezza e alla creatività. Nell'epoca post-vedica, avendo perso il suo status di divinità fluviale, il suo nome "colei che scorre" fu applicato al pensiero e alla parola, associandola alle arti letterarie e figurative; divenne Madre Divina e consorte di Brahmā il Creatore, elevando ulteriormente la sua simbologia, come personificazione di creatività e conoscenza, venerata non solo per la conoscenza del mondo, ma anche e soprattutto per quella del divino, chiave di volta del mokṣa.
Il Sarasvatī Stuti dichiara che la dea è l'unica ad essere venerata da tutti i tre elementi della trimurti, Brahmā, Visnù, e Śiva, così come da tutti i deva, gli asura, i gandharva e i nāga.

## Raffigurazione
Sarasvatī è spesso rappresentata come una bella donna vestita di bianco, spesso seduta su un fiore di loto bianco o sul suo veicolo (vaahan), un cigno; è associata al bianco in quanto colore della purezza della vera conoscenza, ma occasionalmente anche al giallo, colore dei fiori di senape, che fioriscono nel periodo delle sue festività. Non è generalmente adornata da gioielli e preziosi come Lakṣmī, ed anzi è spesso in abiti austeri.
Spesso ha quattro braccia che rappresentano la mente, l'intelletto, la coscienza e l'ego, i quattro aspetti della persona coinvolti nell'apprendimento. Le mani in questi casi reggono:
- I Veda, che rappresentano l'universale, divina, eterna e vera conoscenza.
- Un mālā di perle bianche, che rappresentano il potere della meditazione e della spiritualità.
- Un'ampolla di acqua sacra, che rappresenta la forza creatrice e purificatrice.
- Una vina, che rappresenta le arti.

Il suo veicolo, un cigno bianco, simboleggia il discernimento tra bene e male e tra l'eterno e l'effimero: si dice che se gli si offre una mistura di acqua e latte egli riesca a bere solo il latte.
È spesso rappresentata accanto a un fiume, in relazione alle sue origini di divinità fluviale ed al suo stesso nome; anche il cigno potrebbe essere collegato alle sue origini.
Talvolta è seduta su un pavone, che rappresenta l'arroganza e la vanità; sedendo su di esso dimostra di essere superiore a queste qualità, e simboleggia il distacco dalle apparenze esteriori.

## Festività

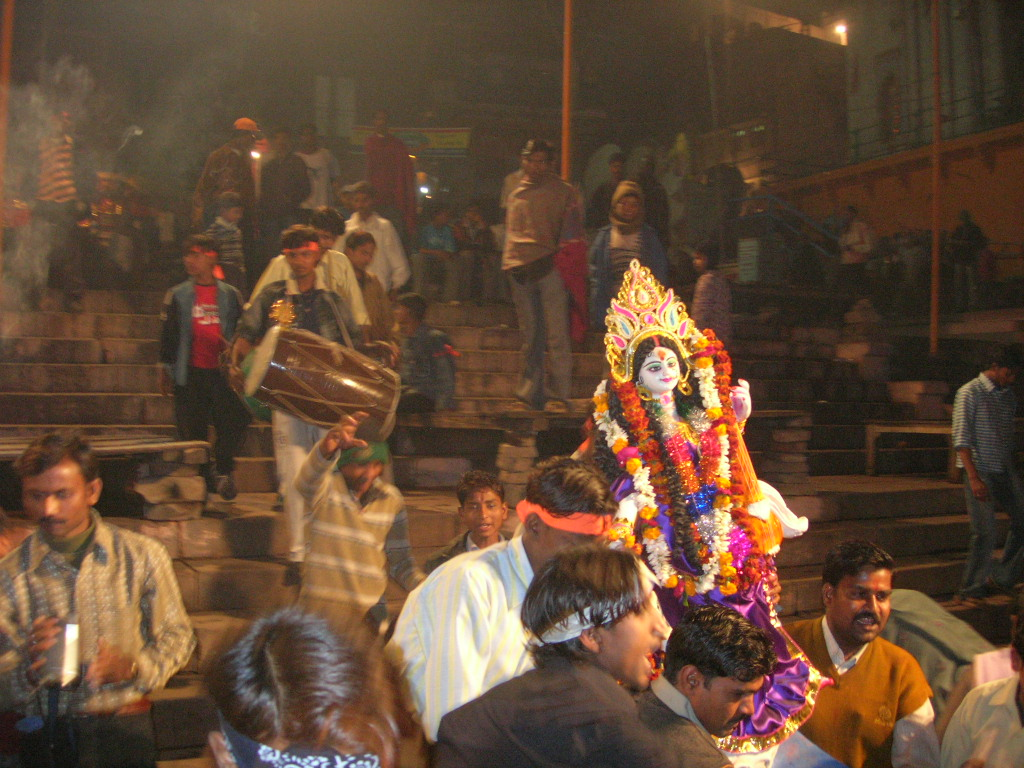
Festival in onore di Saraswatī svolto a Varanasi

La festa principale in onore di Sarasvatī cade durante il Navaratri; in particolare nel Sud dell'India, il Sarasvatī Pūjā è una cerimonia molto sentita; gli ultimi tre giorni del Navaratri, a partire dal Mahalaya Amavasya (il giorno di luna nuova) sono dedicati alla dea; nel nono giorno di Navaratri (Mahanavami), tutti i libri e gli strumenti musicali sono raccolti vicino alle statue della dea all'alba e venerati con preghiere speciali, e non è permesso studiare né praticare le arti, perché la dea lasci la sua benedizione sui libri e sugli strumenti. Il puja si conclude nel decimo giorno di Navaratri (Vijaya Dashami) e la dea è nuovamente venerata prima che si proceda a portar via libri e strumenti; è tradizione che questo giorno sia speso studiando e praticando le arti, ed esso è noto come Vidya-aarambham (inizio della conoscenza).
Durante il Basant Panchmi, che cade alla fine di gennaio o all'inizio di febbraio, le si rivolgono preghiere e puja, specialmente da parte di artisti, scienziati, dottori e avvocati.
A Pushkar, nel Rajasthan, c'è un tempio a lei dedicato su una montagna più alta di quella del tempio di Brahmā.

## Sarasvatī al di fuori dell'induismo
Come già per Tara, anche il culto di Sarasvatī fu assorbito nel pantheon buddhista e in particolare nel Sutra della Luce Dorata, che ha una sezione a lei dedicata; attraverso le prime traduzioni in cinese si diffuse in Cina, dove oggi è per lo più scomparso, e da qui in Giappone dove la dea è tuttora venerata col nome Benzaiten.
Tra gli altri nomi con cui è nota citiamo:
- Arya
- Bharati: "Colei che irradia conoscenza e saggezza"
- Brāhmī o Brāhmani: "Sposa di Brahmā"
- Hamsavahini: "Colei che cavalca un cigno (hamsa)"
- Shāradā
- Shonapunya
- Vagishvari: "Dea della parola"
- Vānī
- Vinidra: "Colei che è sempre sveglia"

La ḍākinī del buddhismo tibetano Yeshey Tsogyel è talvolta considerata manifestazione di Sarasvatī.
Sarasvatī è venerata in Myanmar come Thuyathati (သူရသ္သတီ), ed è rappresentata come una vergine seduta su uno hintha (hamsa); è molto venerata nel buddhismo burmese, soprattutto prima di prove ed esami.

## Altri significati
- "Sarasvati" (o varianti del nome) è tuttora un nome di donna diffuso in India.
- Esistono altri fiumi col nome di Sarasvati; uno di loro scorre tuttora in India dall'estremità occidentale dei monti Aravalli all'estremità orientale del Rann di Kutch.